# Wyższe Seminarium Duchowne Diecezji Koszalińsko-Kołobrzeskiej w Koszalinie
Wyższe Seminarium Duchowne Diecezji Koszalińsko-Kołobrzeskiej w Koszalinie powstało na mocy dekretu biskupa Ignacego Jeża 25 marca 1981. Patronem WSD Koszalin jest św. Jan Kanty.
Seminarium początkowo nie miało swojej siedziby, a pierwsi studenci – diakoni przebywali w Złocieńcu.
Nowy budynek Seminarium w Wilkowie (dzisiaj dzielnica Koszalina) poświęcił Jan Paweł II 1 czerwca 1991. Tego dnia nocował w koszalińskim seminarium.

## Rektorzy
| Rektorzy – okresy urzędowania w WSD Koszalin | Rektorzy – okresy urzędowania w WSD Koszalin | Rektorzy – okresy urzędowania w WSD Koszalin |
| -------------------------------------------- | -------------------------------------------- | -------------------------------------------- |
| Piotr Krupa                                  | 1981–1986                                    |                                              |
| Marian Subocz                                | 1986–1993                                    |                                              |
| Zdzisław Kroplewski                          | 1993–2003                                    |                                              |
| Wacław Łukasz                                | 2003–2006                                    |                                              |
| Dariusz Jastrząb                             | 2006–2013                                    |                                              |
| Wojciech Wójtowicz                           | 2013–†2020                                   |                                              |
| Jarosław Kwiecień                            | 2020–2023                                    |                                              |
| Radosław Suchorab                            | 2023–                                        |                                              |